# Żelewski VI
Żelewski VI (Zelewski, Dołęga odmienny) – kaszubski herb szlachecki, według Przemysława Pragerta odmiana herbu Dołęga.

## Opis herbu
Opis z wykorzystaniem zasad blazonowania, zaproponowanych przez Alfreda Znamierowskiego:
W polu błękitnym podkowa srebrna z zaćwieczonym na barku krzyżem kawalerskim złotym; w niej pomiędzy ocelami takaż strzała ponad różą srebrną, czteropłatkową.
Klejnot nad hełmem w koronie dwa pióra strusie, lewe błękitne.
Labry błękitne, podbite srebrem.

## Najwcześniejsze wzmianki
Witraż z Sali Rajców w Lęborku, podpisany von Zelewski.

## Herbowni
Napis w Sali Rajców wskazuje, że herbu tego używał Eberhard von Zelewski (Żelewski) z Paraszyna, szambelan pruski w 1899, jeden z fundatorów. Jednakże Żelewscy z Paraszyna używali herbu Żelewski II, dlatego podpis pod witrażem może być błędny. Wprawdzie istnieli Żelewscy herbu Dołęga, ale nie mieszkali oni w okolicy.
Rodzina kaszubska tego samego nazwiska, z przydomkiem Bach, pieczętowała się herbem Żelewski, gałąź tej rodziny z Paraszyna używała herbu Żelewski II. Gałąź tej samej rodziny z Siemirowic używała herbu Żelewski III. Inni Zelewscy, osiadli w Prusach Wschodnich, używali herbu Żelewski IV. Jeszcze inni Zelewscy, osiadli w ziemi chełmińskiej i sztumskiej, używali herbu Żelewski V.